# Ronda 4 de GP2 Series de 2011
A Quarta Rodada da Temporada da GP2 Series de 2011 aconteceu no Circuito de Rua de Valência, na cidade espanhola de Valência. Aconteceu entre 24 e 26 de junho. A Primeira Corrida foi vencida pelo francês Romain Grosjean e a segunda pelo mexicano Esteban Gutiérrez.

## Classificação
| Pos | No. | Piloto              | Time                    | Tempo    | Grid |
| --- | --- | ------------------- | ----------------------- | -------- | ---- |
| 1   | 3   | Charles Pic         | Barwa Addax Team        | 1:46.675 | 1    |
| 2   | 4   | Giedo van der Garde | Barwa Addax Team        | 1:46.727 | 2    |
| 3   | 11  | Romain Grosjean     | DAMS                    | 1:46.771 | 3    |
| 4   | 17  | Luca Filippi        | Super Nova Racing       | 1:46.953 | 4    |
| 5   | 6   | Esteban Gutiérrez   | Lotus ART               | 1:46.995 | 5    |
| 6   | 9   | Sam Bird            | iSport International    | 1:47.016 | 6    |
| 7   | 7   | Dani Clos           | Racing Engineering      | 1:47.041 | 7    |
| 8   | 27  | Davide Valsecchi    | Caterham Team AirAsia   | 1:47.129 | 8    |
| 9   | 5   | Jules Bianchi       | Lotus ART               | 1:47.337 | 9    |
| 10  | 10  | Marcus Ericsson     | iSport International    | 1:47.417 | 10   |
| 11  | 26  | Luiz Razia          | Caterham Team AirAsia   | 1:47.418 | 11   |
| 12  | 24  | Max Chilton         | Carlin                  | 1:47.451 | 12   |
| 13  | 25  | Álvaro Parente      | Carlin                  | 1:47.752 | 13   |
| 14  | 12  | Pål Varhaug         | DAMS                    | 1:47.802 | 14   |
| 15  | 8   | Christian Vietoris  | Racing Engineering      | 1:47.875 | 15   |
| 16  | 21  | Stefano Coletti     | Trident Racing          | 1:47.963 | 16   |
| 17  | 15  | Jolyon Palmer       | Arden International     | 1:48.032 | 17   |
| 18  | 18  | Michael Herck       | Scuderia Coloni         | 1:48.056 | 18   |
| 19  | 1   | Fabio Leimer        | Rapax                   | 1:48.234 | 19   |
| 20  | 23  | Johnny Cecotto, Jr. | Ocean Racing Technology | 1:48.337 | 20   |
| 21  | 16  | Fairuz Fauzy        | Super Nova Racing       | 1:48.527 | 21   |
| 22  | 14  | Josef Král          | Arden International     | 1:48.601 | 22   |
| 23  | 19  | Kevin Ceccon        | Scuderia Coloni         | 1:48.631 | 23   |
| 24  | 20  | Rodolfo González    | Trident Racing          | 1:48.716 | 24   |
| 25  | 2   | Julián Leal         | Rapax                   | 1:48.768 | 25   |
| 26  | 22  | Kevin Mirocha       | Ocean Racing Technology | 1:48.972 | 26   |

## Primeira Corrida
| Pos                                                           | No. | Piloto              | Time                    | Voltas | Tempo      | Grid | Pontos |
| ------------------------------------------------------------- | --- | ------------------- | ----------------------- | ------ | ---------- | ---- | ------ |
| 1                                                             | 11  | Romain Grosjean     | DAMS                    | 30     | 58:19.400  | 3    | 10+1   |
| 2                                                             | 4   | Giedo van der Garde | Barwa Addax Team        | 30     | +15.481    | 2    | 8      |
| 3                                                             | 27  | Davide Valsecchi    | Caterham Team AirAsia   | 30     | +20.901    | 8    | 6      |
| 4                                                             | 7   | Dani Clos           | Racing Engineering      | 30     | +24.010    | 7    | 5      |
| 5                                                             | 9   | Sam Bird            | iSport International    | 30     | +24.323    | 6    | 4      |
| 6                                                             | 26  | Luiz Razia          | Caterham Team AirAsia   | 30     | +24.495    | 11   | 3      |
| 7                                                             | 6   | Esteban Gutiérrez   | Lotus ART               | 30     | +48.097    | 5    | 2      |
| 8                                                             | 14  | Josef Král          | Arden International     | 30     | +51.064    | 22   | 1      |
| 9                                                             | 15  | Jolyon Palmer       | Arden International     | 30     | +53.632    | 17   |        |
| 10                                                            | 18  | Michael Herck       | Scuderia Coloni         | 30     | +57.032    | 18   |        |
| 11                                                            | 2   | Julián Leal         | Rapax                   | 30     | +58.041    | 25   |        |
| 12                                                            | 22  | Kevin Mirocha       | Ocean Racing Technology | 30     | +58.567    | 26   |        |
| 13                                                            | 12  | Pål Varhaug         | DAMS                    | 30     | +1:06.416  | 14   |        |
| 14                                                            | 23  | Johnny Cecotto, Jr. | Ocean Racing Technology | 30     | +1:12.085  | 20   |        |
| 15                                                            | 20  | Rodolfo González    | Trident Racing          | 30     | +1:20.090  | 24   |        |
| 16                                                            | 16  | Fairuz Fauzy        | Super Nova Racing       | 30     | +1:25.296  | 21   |        |
| 17                                                            | 21  | Stefano Coletti     | Trident Racing          | 30     | +1:44.986  | 16   |        |
| 18                                                            | 19  | Kevin Ceccon        | Scuderia Coloni         | 29     | +1 volta   | 23   |        |
| Ret                                                           | 24  | Max Chilton         | Carlin                  | 23     | Se Retirou | 12   |        |
| Ret                                                           | 8   | Christian Vietoris  | Racing Engineering      | 15     | Se Retirou | 15   |        |
| Ret                                                           | 17  | Luca Filippi        | Super Nova Racing       | 14     | Acidente   | 4    |        |
| Ret                                                           | 3   | Charles Pic         | Barwa Addax Team        | 13     | Se Retirou | 1    | 2      |
| Ret                                                           | 10  | Marcus Ericsson     | iSport International    | 0      | Colisão    | 10   |        |
| Ret                                                           | 1   | Fabio Leimer        | Rapax                   | 0      | Colisão    | 19   |        |
| Ret                                                           | 5   | Jules Bianchi       | Lotus ART               | 0      | Colisão    | 9    |        |
| Ret                                                           | 25  | Álvaro Parente      | Carlin                  | 0      | Colisão    | 13   |        |
| volta mais rápida: Romain Grosjean (DAMS) 1:49.591 (volta 20) |     |                     |                         |        |            |      |        |

## Segunda Corrida
| Pos                                                                 | No. | Piloto              | Time                    | Voltas | Tempo      | Grid | Pontos |
| ------------------------------------------------------------------- | --- | ------------------- | ----------------------- | ------ | ---------- | ---- | ------ |
| 1                                                                   | 6   | Esteban Gutiérrez   | Lotus ART               | 23     | 43:34.905  | 2    | 6+1    |
| 2                                                                   | 26  | Luiz Razia          | Caterham Team AirAsia   | 23     | +12.995    | 3    | 5      |
| 3                                                                   | 4   | Giedo van der Garde | Barwa Addax Team        | 23     | +13.842    | 7    | 4      |
| 4                                                                   | 27  | Davide Valsecchi    | Caterham Team AirAsia   | 23     | +26.633    | 6    | 3      |
| 5                                                                   | 7   | Dani Clos           | Racing Engineering      | 23     | +30.130    | 5    | 2      |
| 6                                                                   | 18  | Michael Herck       | Scuderia Coloni         | 23     | +30.374    | 10   | 1      |
| 7                                                                   | 5   | Jules Bianchi       | Lotus ART               | 23     | +34.651    | 241  |        |
| 8                                                                   | 22  | Kevin Mirocha       | Ocean Racing Technology | 23     | +34.677    | 12   |        |
| 9                                                                   | 2   | Julián Leal         | Rapax                   | 23     | +36.728    | 11   |        |
| 10                                                                  | 12  | Pål Varhaug         | DAMS                    | 23     | +37.615    | 231  |        |
| 11                                                                  | 10  | Marcus Ericsson     | iSport International    | 23     | +40.932    | 21   |        |
| 12                                                                  | 9   | Sam Bird            | iSport International    | 23     | +42.599    | 4    |        |
| 13                                                                  | 8   | Christian Vietoris  | Racing Engineering      | 23     | +44.840    | 19   |        |
| 14                                                                  | 1   | Fabio Leimer        | Rapax                   | 23     | +46.014    | 251  |        |
| 15                                                                  | 17  | Luca Filippi        | Super Nova Racing       | 23     | +46.777    | 261  |        |
| 16                                                                  | 16  | Fairuz Fauzy        | Super Nova Racing       | 23     | +57.433    | 15   |        |
| 17                                                                  | 23  | Johnny Cecotto, Jr. | Ocean Racing Technology | 23     | +1:08.309  | 13   |        |
| 18                                                                  | 25  | Álvaro Parente      | Carlin                  | 23     | +1:11.936  | 22   |        |
| 19                                                                  | 21  | Stefano Coletti     | Trident Racing          | 21     | Se Retirou | 16   |        |
| 20                                                                  | 19  | Kevin Ceccon        | Scuderia Coloni         | 21     | Se Retirou | 17   |        |
| Ret                                                                 | 14  | Josef Král          | Arden International     | 14     | Se Retirou | 1    |        |
| Ret                                                                 | 15  | Jolyon Palmer       | Arden International     | 14     | Se Retirou | 9    |        |
| Ret                                                                 | 24  | Max Chilton         | Carlin                  | 3      | Se Retirou | 18   |        |
| Ret                                                                 | 11  | Romain Grosjean     | DAMS                    | 0      | Colisão    | 8    |        |
| Ret                                                                 | 20  | Rodolfo González    | Trident Racing          | 0      | Colisão    | 14   |        |
| Ret                                                                 | 3   | Charles Pic         | Barwa Addax Team        | 0      | Colisão    | 20   |        |
| volta mais rápida: Esteban Gutiérrez (Lotus ART) 1:49.916 (volta 9) |     |                     |                         |        |            |      |        |

## Classificação após a Rodada
| Pos | Piloto              | Pontos |
| --- | ------------------- | ------ |
| 1   | Romain Grosjean     | 34     |
| 2   | Giedo van der Garde | 33     |
| 3   | Davide Valsecchi    | 30     |
| 4   | Sam Bird            | 27     |
| 5   | Charles Pic         | 24     |

| Pos | Time                 | Pontos |
| --- | -------------------- | ------ |
| 1   | Barwa Addax Team     | 57     |
| 2   | Team AirAsia         | 41     |
| 3   | iSport International | 35     |
| 4   | DAMS                 | 34     |
| 5   | Racing Engineering   | 24     |